# Stictoleptura rubra
Stictoleptura rubra là một loài bọ cánh cứng trong họ Cerambycidae.

## Hình ảnh

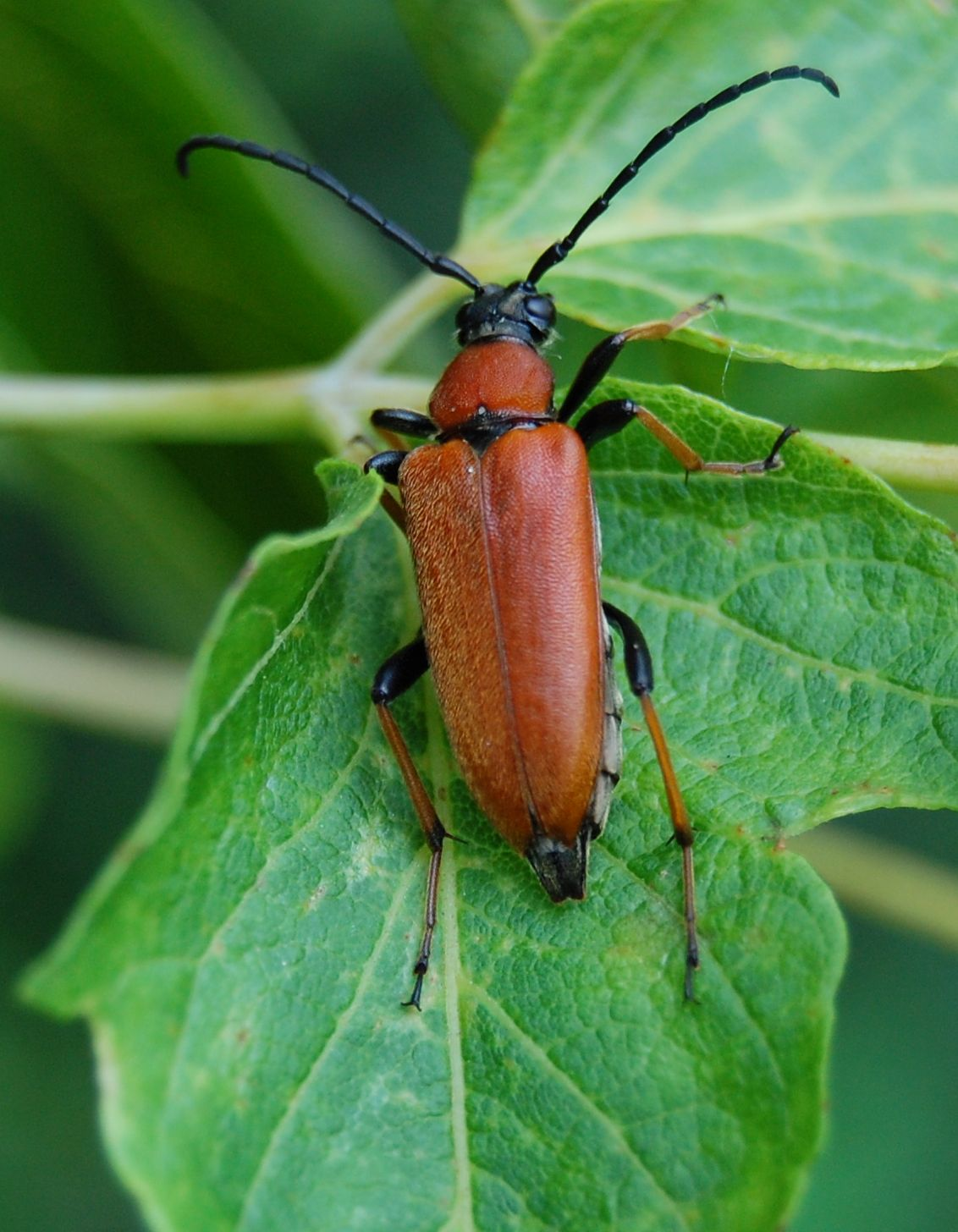
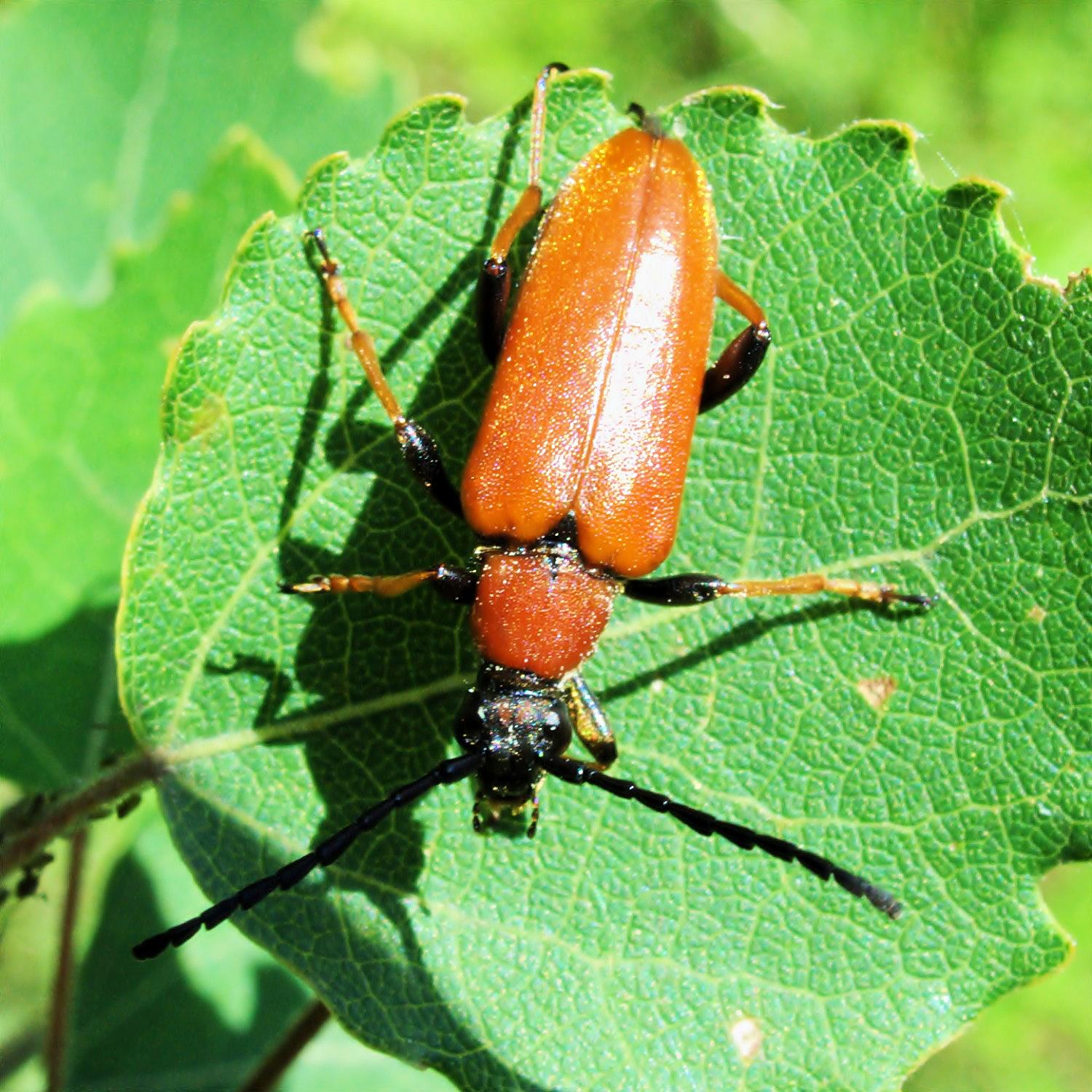
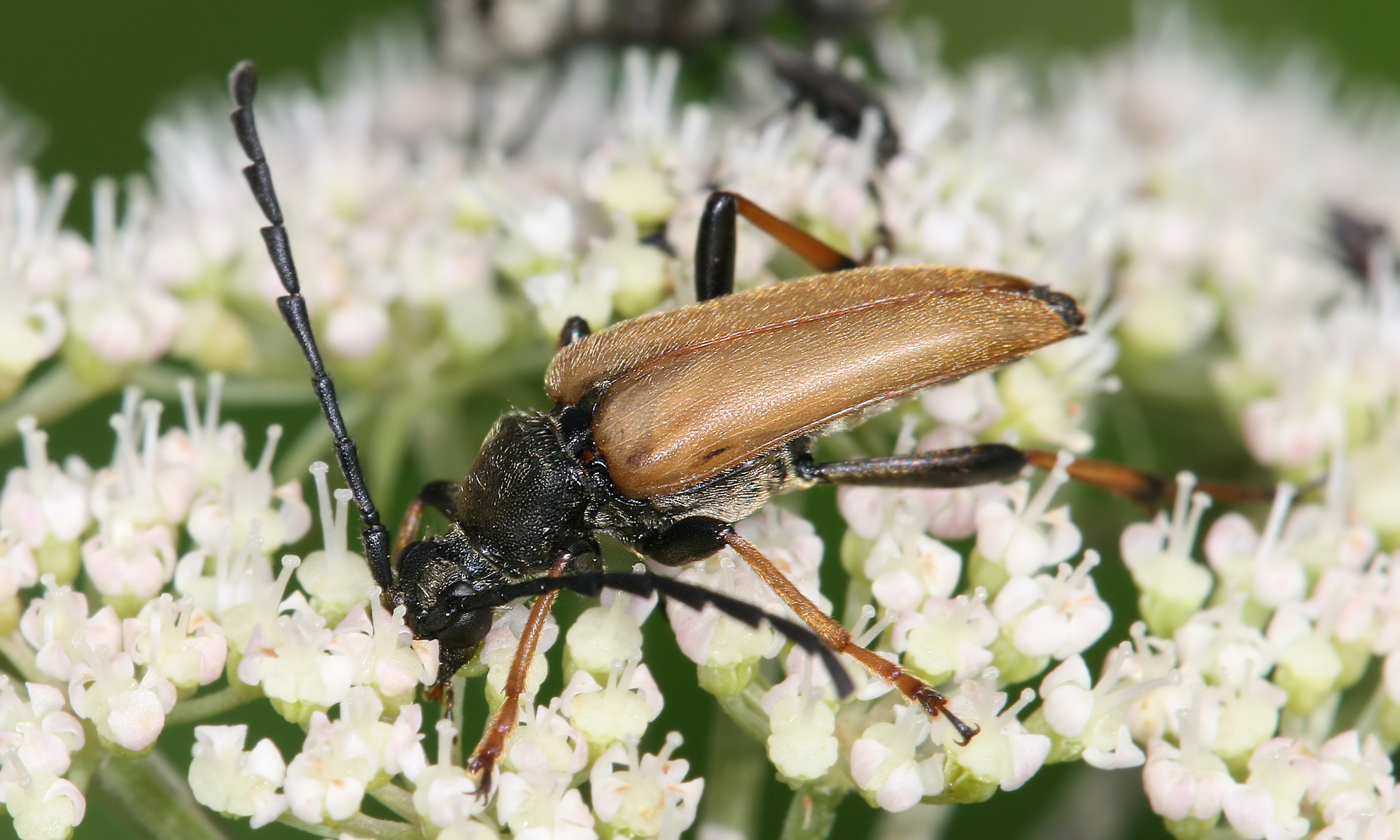
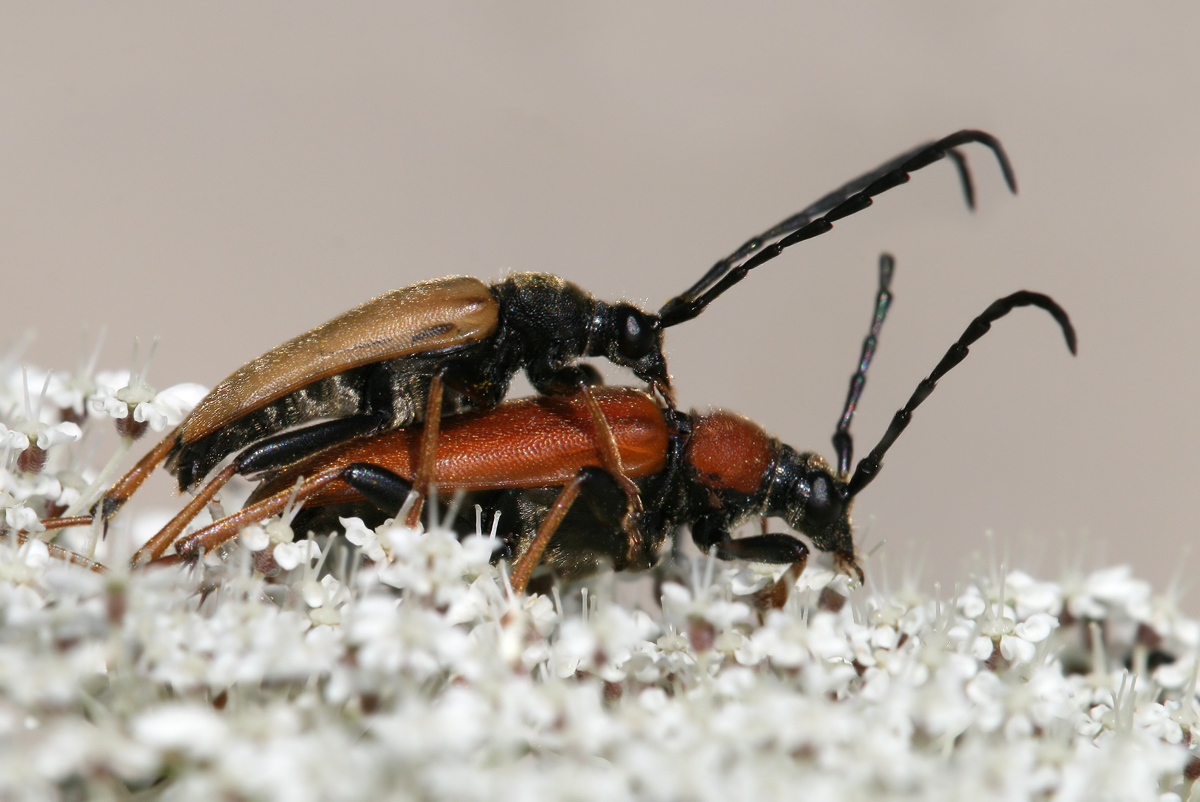